# Evangelische Kirche Eckenhagen

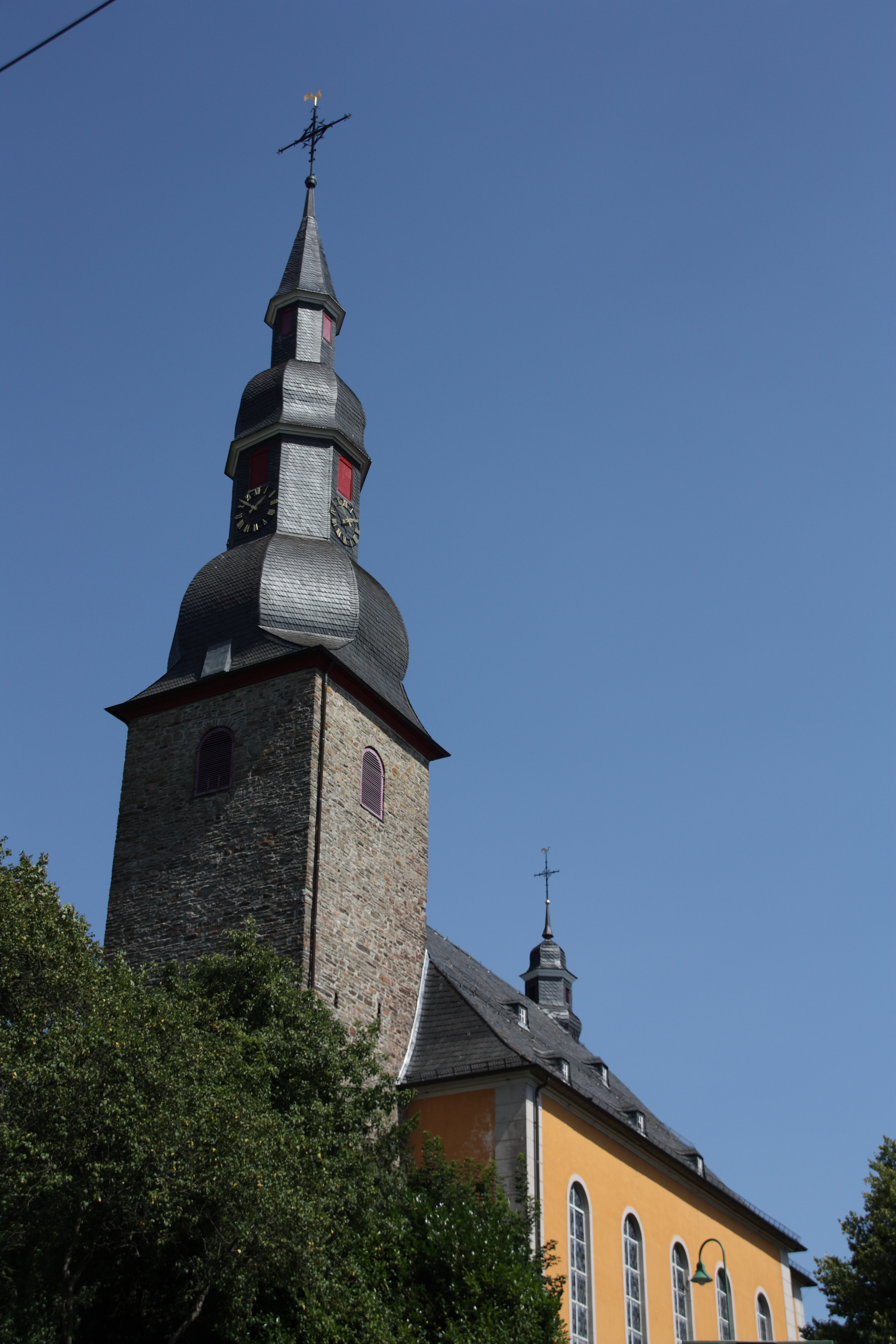
Ev. Kirche Eckenhagen

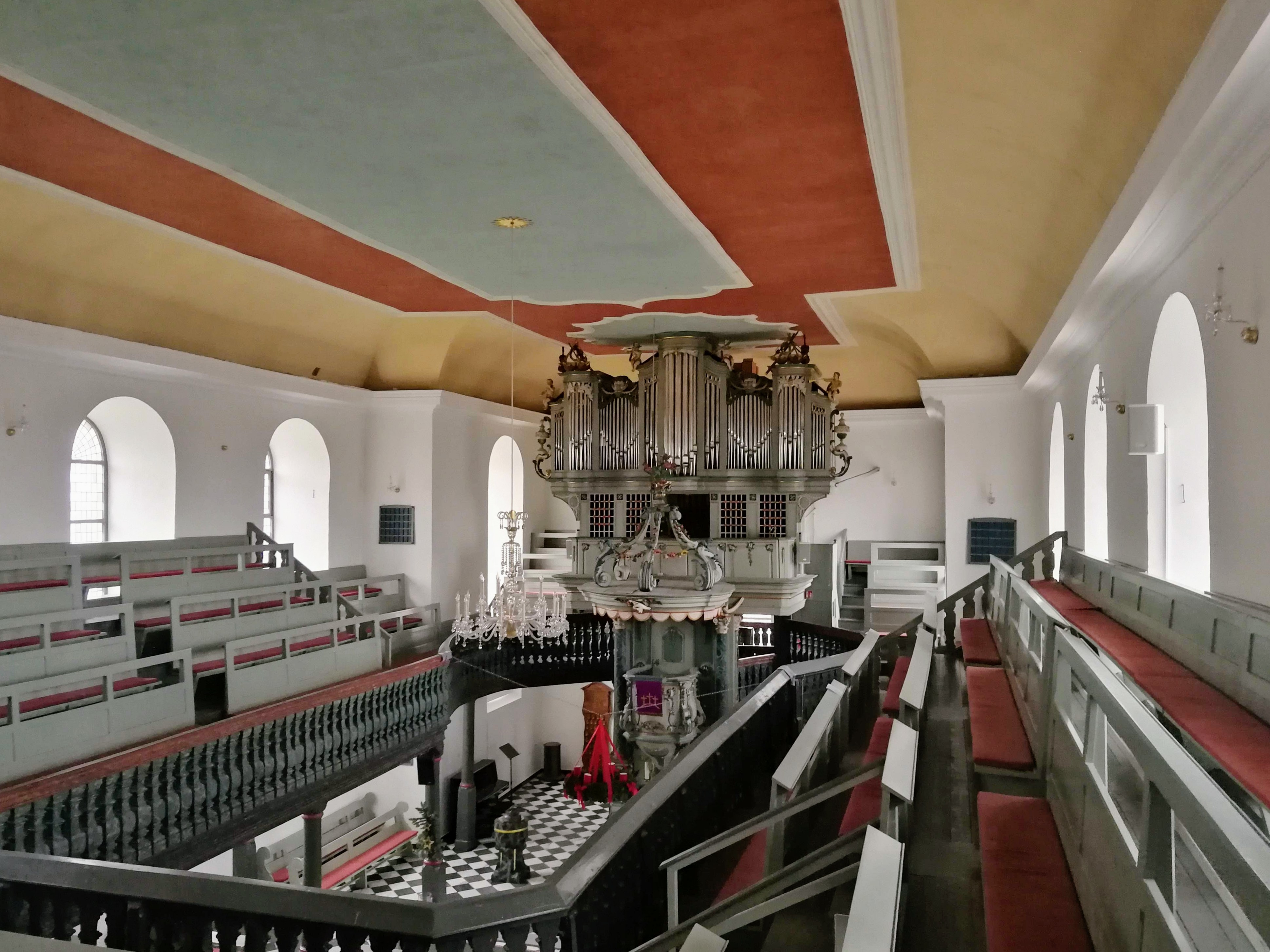
Kirchraum mit Blick zur Orgel

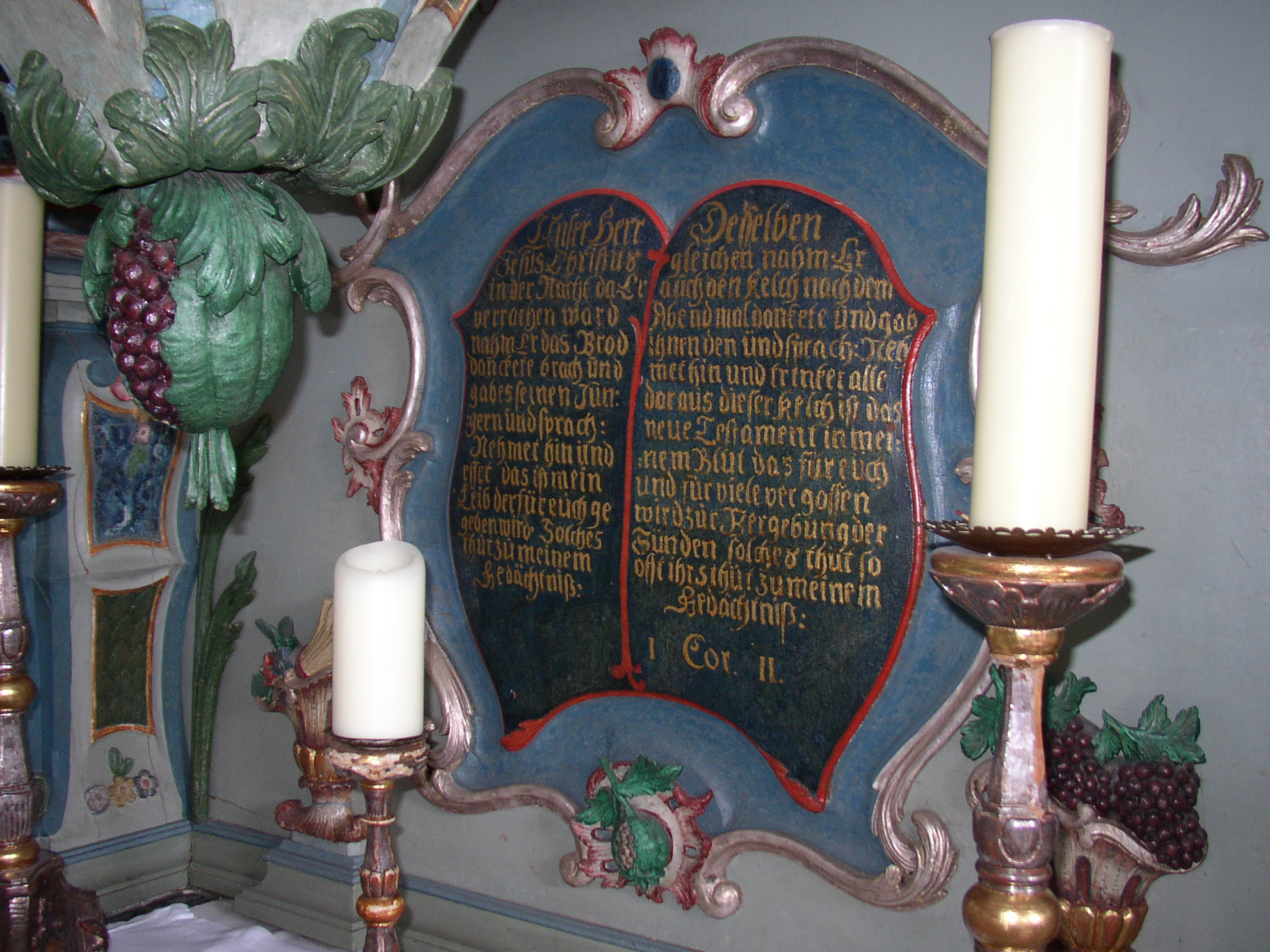
Altardetail mit den Einsetzungsworten des Abendmahls

Die Evangelische Kirche von Eckenhagen ist die Kirche der evangelischen Kirchengemeinde in Eckenhagen, einem Ortsteil von Reichshof im Oberbergischen Kreis in Nordrhein-Westfalen. Sie ist als Baudenkmal in Teil A der Denkmalliste der Gemeinde Reichshof eingetragen. Die Kirchengemeinde Eckenhagen gehört zum Kirchenkreis An der Agger in der Evangelischen Kirche im Rheinland.

## Geschichte
Die Anfänge des Gotteshauses reichen ins 10./11. Jahrhundert. 1764 wurde das Langhaus abgebrochen und bis 1766 nach dem Entwurf des Rokokobaumeisters Johann Georg Leydel ein Neubau errichtet. Dieser wurde 13 Jahre später bei einem Großbrand zerstört. Bei diesem Brand wurden auch 47 Wohnhäuser und das Schulgebäude vernichtet. Bis 1795 wurde die Kirche wiederaufgebaut, wobei auch eine Orgel der Gebrüder Kleine installiert wurde.
Das beherrschende Ausstattungsstück der Kirche ist der als Kombination der „Prinzipalstücke“ Altar, Kanzel und Orgel errichtete Kanzelaltar. Der Aufbau ist symbolisch: Predigt (die Kanzel über dem Altar) und Choralgesang (die Orgel hoch über dem Altar) quellen gleichsam aus dem Wort Gottes, der im Schnitzwerk auf dem Altar aufgeschlagenen Bibel, hervor, die die Einsetzungsworte des Abendmahls aus dem 1. Korintherbrief zitiert (1 Kor 11,23–26 ).

## Orgel

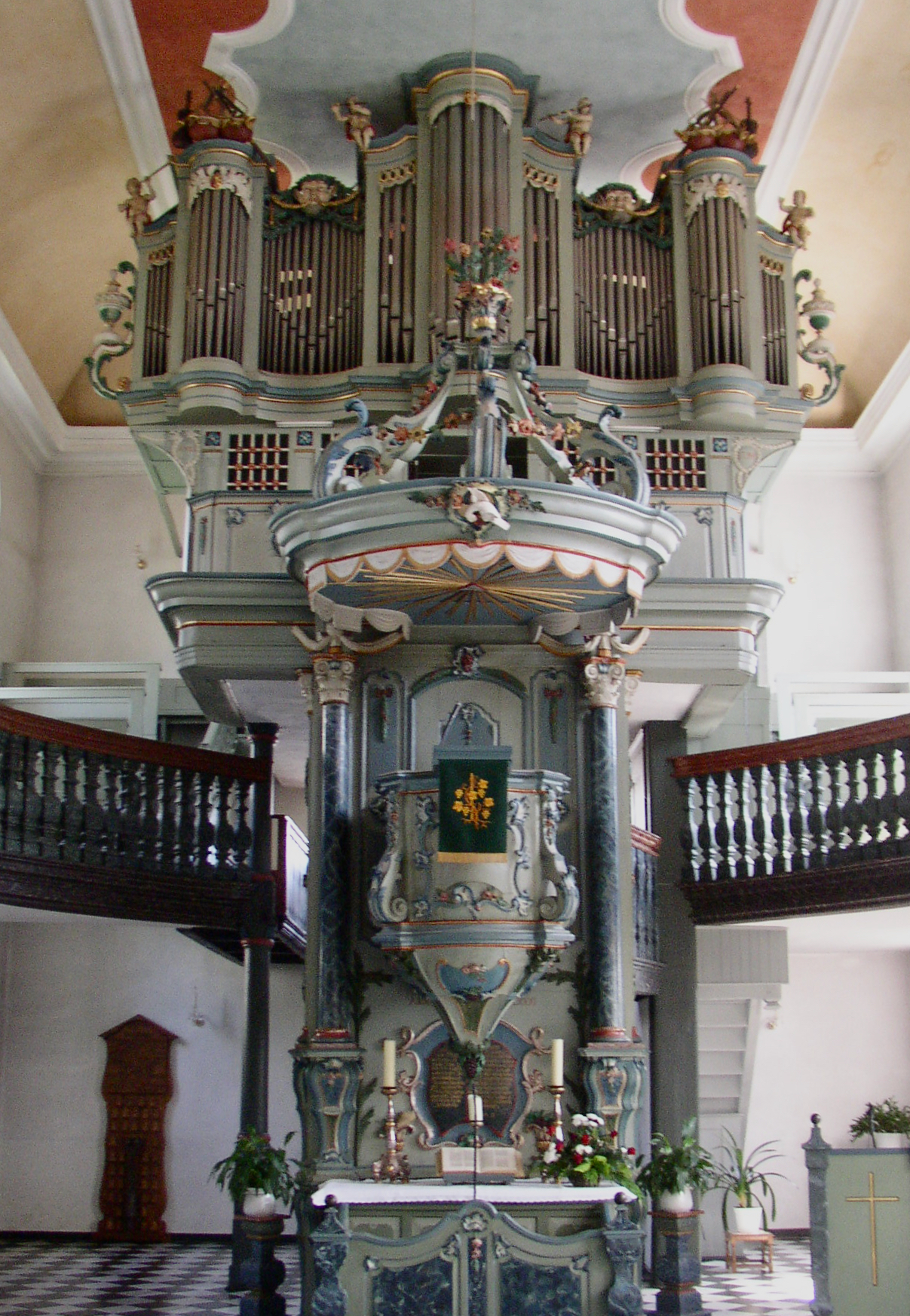
Prinzipalstücke (Kanzelaltar, Orgelprospekt)

Die Orgel ist die größte noch bespielbare und genutzte Barockorgel im Nordrheingebiet. Sie ist ein 1794 geschaffenes Werk von Johann Christian Kleine aus Freckhausen im Oberbergischen Land. Sie steht unter Denkmalschutz und wurde von 2005 bis 2008 durch den Orgelbaumeister Hubert Fasen (Oberbettingen) nach vorhandenen Originalbauplänen restauriert. Im April 2008 wurde mit einem Festgottesdienst der Abschluss der 350.000 Euro kostenden Arbeiten gefeiert. Diese Orgel besitzt eine ganz besondere (weltweit einmalige) technische Einrichtung: eine Forte-Piano-Koppel. Üblicherweise wird bei einer zweimanualigen Orgel das Nebenwerk an das Hauptwerk angekoppelt, hier ist das umgekehrt. Zudem erklingt bei normalem Tastendruck (bis zum 2. Druckpunkt) nur das Positiv, bei starkem Tastendruck (über diesen Punkt hinaus) wird das entsprechende Ventil des Hauptwerks geöffnet. So lässt sich z. B. eine Melodieführung „forte“ aus einem mehrstimmigen Satz herausarbeiten. (Klaviaturen mit einem 2. Druckpunkt, second touch genannt, finden sich erst wieder viel später in den Kinoorgeln).
Die Disposition präsentiert sich wie folgt:
| II Hauptwerk C–f3 |                 |     |
| 01.               | Principal       | 08′ |
| 02.               | Octava          | 04′ |
| 03.               | Violdegamba     | 16′ |
| 04.               | Bordun          | 16′ |
| 05.               | Fleut Amour     | 08′ |
| 06.               | Offene Bordun0  | 08′ |
| 07.               | Violdegamba*    | 08′ |
| 08.               | Cornetti IV     |     |
| 09.               | Sesquialter* II |     |
| 10.               | Octava          | 02′ |
| 11.               | Nachthorn       | 04′ |
| 12.               | Mixtur IV       |     |
| 13.               | Cimbal* II      |     |
| 14.               | Basson          | 16′ |
| 15.               | Trompet         | 16′ |
| 16.               | Trompete        | 08′ |
|                   | Ventil          |     |

| I Positiv C–f3 |                         |    |
| 17.            | Principal*              | 8′ |
| 18.            | Octava                  | 4′ |
| 19.            | Lamento (ab f°)         | 8′ |
| 20.            | Gedac                   | 8′ |
| 21.            | Quintadena              | 8′ |
| 22.            | Violdegamba             | 8′ |
| 23.            | Fleut Traver            | 4′ |
| 24.            | Violin*                 | 4′ |
| 25.            | Octava                  | 2′ |
| 26.            | Scharf* V               |    |
| 27.            | Musette-Hoboe0          | 8′ |
| 28.            | Voxhumana               | 8′ |
|                | Schwebung zur Voxhumana |    |
|                | Kalkant                 |    |

| Pedalwerk C–d1 |              |     |
| 29.            | Violoncello0 | 08′ |
| 30.            | Bassetto     | 04′ |
| 31.            | Posaun       | 16′ |
| 32.            | Violoncello* | 16′ |
| 33.            | Subbaß       | 16′ |
| 34.            | Principal*   | 08′ |

Die mit * gekennzeichneten Register sind ganz oder teilweise neu.
- Koppeln: II/I, I/P. Die Manualkoppel (II/I) ist als Forte-Piano-Koppel ausgeführt
- Der Registerzug Schwebung zur Voxhumana hier im Positiv aktiviert einen Kanaltremulanten, welcher auf das ganze Werk wirkt. Das Lamento 8' (Nr. 19) hingegen ist ein echtes Schwebungsregister.
- Die Pfeifen des Violoncello 16' (Pedalregister Nr. 32) befinden sich auf einer neuen Zusatzwindlade zwischen der Originallade und dem Balggerüst. Die, für die Ergänzung des Pedals notwendigen, Pfeifen (gs° bis d’) der übrigen Pedalregister wurden auf eine neue Zusatzwindlade im Untergehäuse der Orgel gestellt.